# 最大セグメントサイズ
最大セグメントサイズ（さいだいセグメントサイズ、英: Maximum Segment Size）とは、TCPにおける1セグメントで転送可能なデータの最大長を指す。最大セグメントサイズにはTCPのヘッダーサイズ分は含めない。略してMSSと呼ばれることが多い。TCPにおいては64KB以下であるが、イーサネット上のTCPにおいては1460バイト以下である。イーサネットと PPPoE を併用している場合は1452バイトである。
MSSの値はMTUと関連している。MTUはIP層における、ヘッダを含めた最大長である。MSSにTCPヘッダとIPヘッダを加えた長さがMTUに収まっていれば、分断化せずに転送できる。標準的な長さは、TCPヘッダが20バイト、IPv4ヘッダが20バイトである。このためMSSはMTUから40バイトを引いた値とすることが多い。ただしIPv6ヘッダは40バイトとなるほか、TCPでもIPでもオプションがつくとヘッダ長が増加する可能性がある。